# Superman: Krypton Coaster
Superman: Krypton Coaster in Six Flags Fiesta Texas (San Antonio, Texas, USA) ist eine Stahlachterbahn vom Modell Floorless Coaster des Herstellers Bolliger & Mabillard, die am 11. März 2000 eröffnet wurde.
Sowohl die Spitze des Lifthills, als auch die Helix nach dem Looping erstrecken sich über eine Klippe.

## Fotos

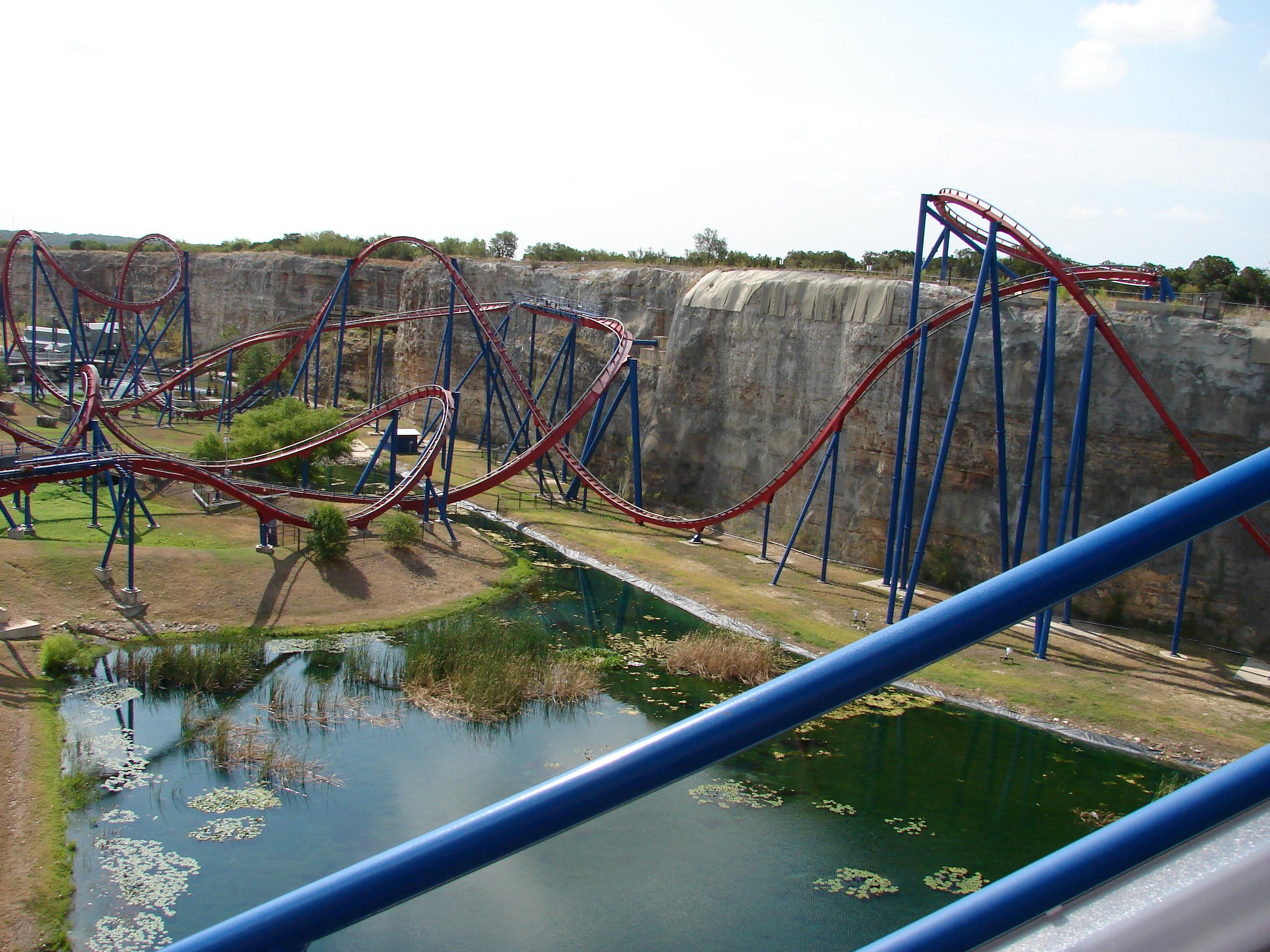
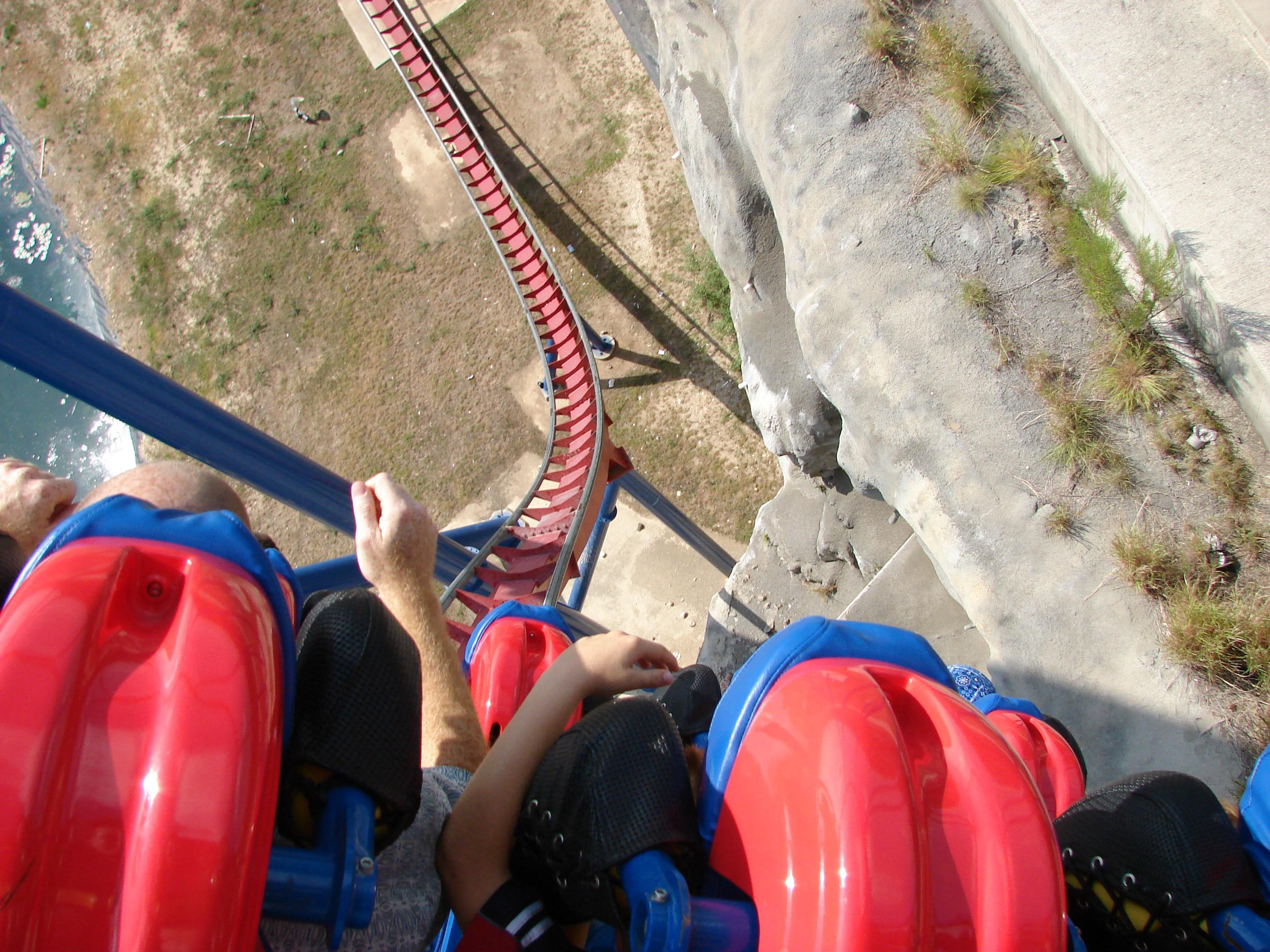
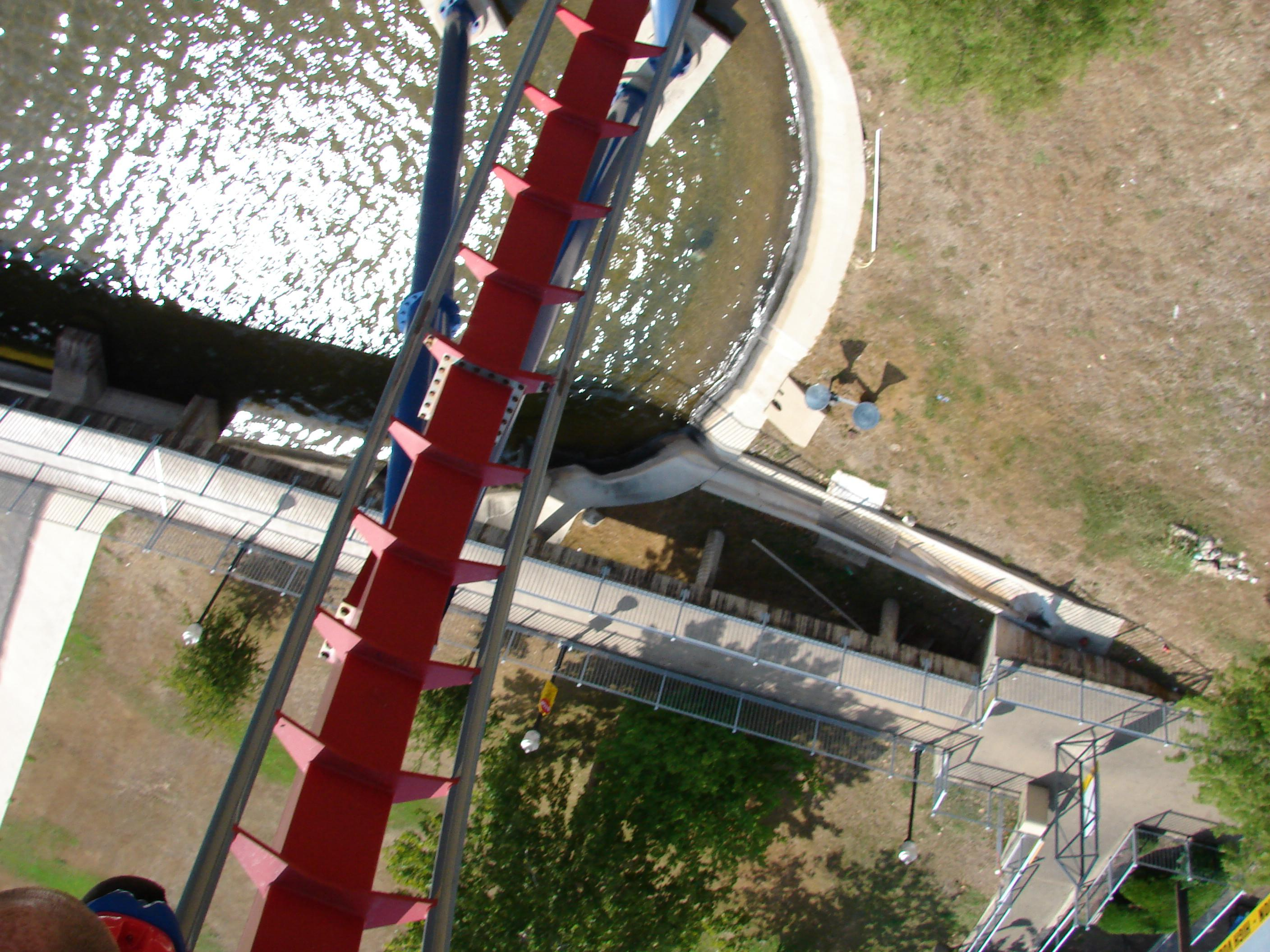
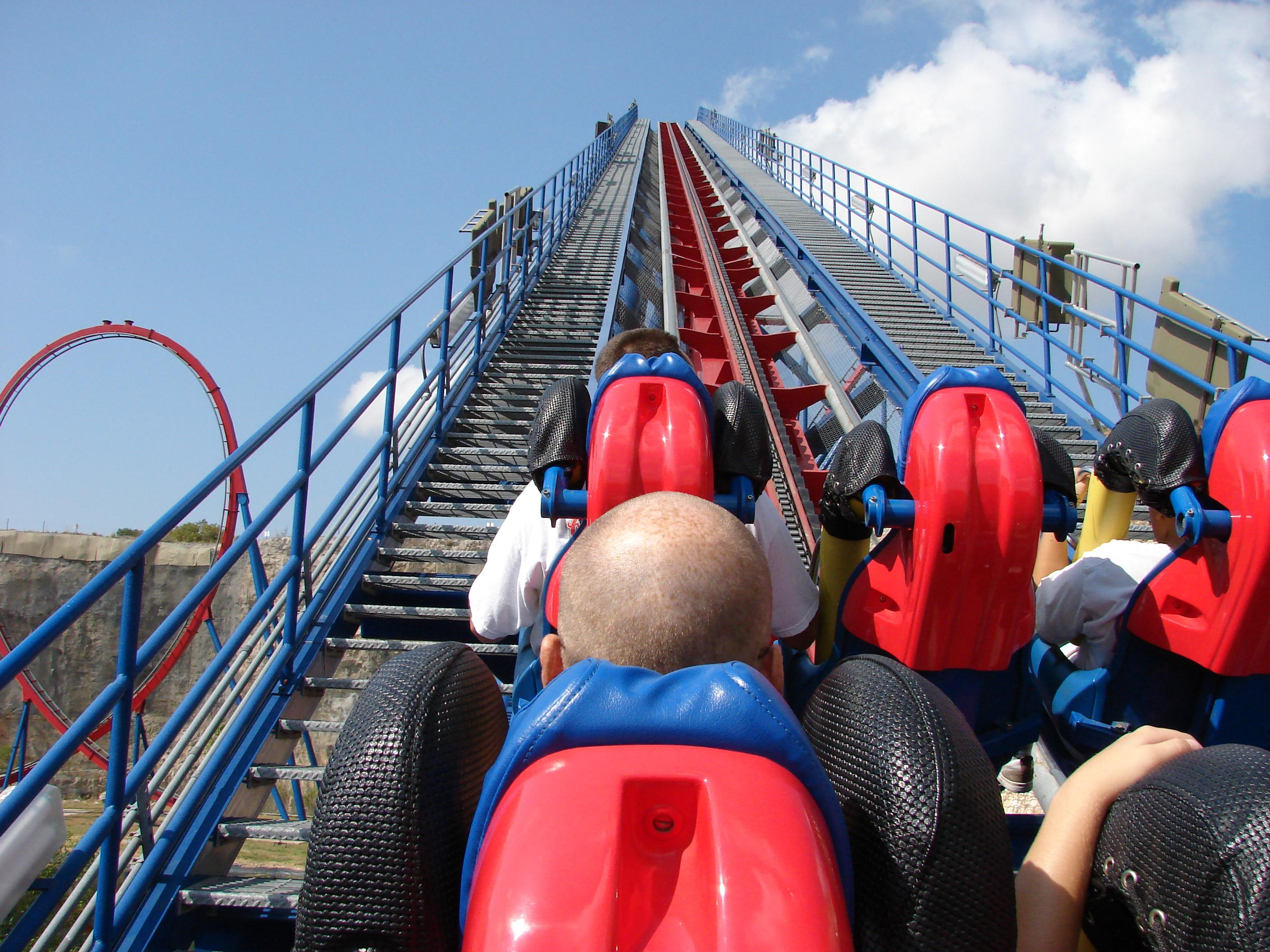

## Fahrt
Die 1226,8 m lange Strecke ist bestückt mit insgesamt sechs Inversionen. Nach dem 51,2 m hohen Lifthill und der darauffolgenden Abfahrt, auf der der Zug eine Geschwindigkeit von 112,7 km/h erreicht, durchfährt er zunächst einen Looping, gefolgt von einer Zero-g-Roll. Die 23,8 m hohe Cobra-Roll besteht aus zwei Inversionen, ebenso wie der darauf folgende Interlocking Corkscrews.

## Züge
Superman: Krypton Coaster besitzt drei Züge mit jeweils acht Wagen. In jedem Wagen können vier Personen (eine Reihe à vier Personen) Platz nehmen. Als Rückhaltesystem kommen Schulterbügel zum Einsatz.